# Ahmed Nabil Koka
Ahmed Nabil Koka (arab. ‏‏احمد نبيل كوكا‎; ur. 4 lipca 2001) – egipski piłkarz grający na pozycji pomocnika w egipskim klubie Al-Ahly Kair oraz reprezentacji Egiptu. Uczestnik Letnich Igrzysk Olimpijskich 2024 w Paryżu.

## Sukcesy

### Al-Ahly Kair
- Mistrzostwo Egiptu: 2022/2023(inne języki), 2023/2024(inne języki)
- Puchar Egiptu: 2019/2020(inne języki), 2021/2022(inne języki), 2022/2023(inne języki)
- Superpuchar Egiptu(inne języki): 2021/2022(inne języki), 2022/2023(inne języki), 2023/2024(inne języki)
- Liga Mistrzów CAF: 2020/2021, 2022/2023(inne języki), 2023/2024

### Egipt U-23
- Wicemistrz Afryki U-23: 2023[5]